# Eslettes
Eslettes település Franciaországban, Seine-Maritime megyében. Lakosainak száma 1630 fő (2022. január 1.). Eslettes Fresquiennes, Malaunay, Montville és Pissy-Pôville községekkel határos.

## Népesség
A település népességének változása:
| Lakosok száma | 1449 | 1544 | 1571 | 1567 | 1578 | 1619 | 1638 | 1641 | 1630 |
|               | 2013 | 2015 | 2016 | 2017 | 2018 | 2019 | 2020 | 2021 | 2022 |